# Allumwandlung
|   | a | b | c | d | e | f | g | h |   |
| 8 |   |   |   |   |   |   |   |   | 8 |
| 7 |   |   |   |   |   |   |   |   | 7 |
| 6 |   |   |   |   |   |   |   |   | 6 |
| 5 |   |   |   |   |   |   |   |   | 5 |
| 4 |   |   |   |   |   |   |   |   | 4 |
| 3 |   |   |   |   |   |   |   |   | 3 |
| 2 |   |   |   |   |   |   |   |   | 2 |
| 1 |   |   |   |   |   |   |   |   | 1 |
|   | a | b | c | d | e | f | g | h |   |

Bei einer Allumwandlung (abgekürzt AUW) in einer Schachkomposition wird in verschiedenen Varianten oder verschiedenen Zügen derselben Variante ein Bauer (oder auch mehrere) in alle denkbaren Figuren, also Dame, Turm, Läufer und Springer umgewandelt, wobei die Art der Umwandlung Auswirkung auf den Lösungsweg hat. Eine beliebige Umwandlung im Rahmen des Lösungswegs, wobei die Art der umgewandelten Figur auf den späteren Mattweg keinen Einfluss hat, ist keine Allumwandlung i. S. d. Problemschachs.
Dies gilt nicht nur für Weiß: Auch eine defensive „Allumwandlung“, bei der Weiß in der Folge matt setzt (und zwar auf demselben Lösungsweg, unabhängig davon, welche Figur Schwarz gewählt hat), ist keine Allumwandlung. Im Märchenschach wird eine Allumwandlung mit Märchensteinen gelegentlich als Super-AUW bezeichnet.
Das Erstellen einer Allumwandlung eines Bauern auf demselben Feld als Dreizüger war eine der großen kompositorischen Aufgaben des späten 19. Jahrhunderts. Komponisten namens Geyerstam, Shinkman, Sherrard und Meyer veröffentlichten ab 1882 Lösungsvorschläge mit verschiedenen Mängeln. Erst 1905 realisierte der Däne Niels Høeg die erste perfekte Allumwandlung, an der er zwölf Jahre gearbeitet hatte:
Weiß zieht und setzt in 3 Zügen matt. Der Schlüsselzug ist 1. f6–f7 mit den Varianten:
1. … Ke6–d6 (analog e5–e4) 2. f7–f8D+ Kd6–c6(e6) 3. Df8–c5(e7)#
1. … e5xf4 2. f7–f8T Ke6–d6 3. Tf8–f6#
1. … e5xd4 2. f7–f8L Ke6–f6 3. Ta7–a6#
1. … Ke6–f6 2. f7–f8S e5xd4 3. Ta7–f7#
In der zweiten und dritten Variante würde die Umwandlung des Bauern in eine Dame pattsetzen, in der letzten würde es dagegen kein Matt geben – die jeweilige Unterverwandlung ist die einzige Lösung.
Die Allumwandlung kann auch nacheinander durch verschiedene Bauern erfolgen, wie in der Studie von Jan Rusinek.
Allumwandlungen sind auch Bestandteil in anspruchsvolleren Themen und fanden ihre Krönung im Babson-Task.
Das Wort Allumwandlung wurde als Germanismus in viele Sprachen, unter anderem ins Englische und Russische übernommen.